# Kelly Jennings
Kelly Jarrod Jennings (Live Oak, 30 novembre 1982) è un ex giocatore di football americano statunitense che ha ha militato nel ruolo di cornerback nella National Football League (NFL). Fu scelto nel corso del primo giro (31º assoluto) del Draft NFL 2006 dai Seattle Seahawks. All'università ha giocato a football all'Università di Miami.

## Carriera
Jenning fu scelto nel corso del primo giro del Draft 2006 dai Seattle Seahawks. Nella sua stagione da rookie mise a segno 40 tackle e un intercetto, partendo come titolare a causa degli infortuni dei propri compagni nella partita del primo turno di playoff vinta contro i Dallas Cowboys. Nella stagione successiva, Kelly ebbe un'ottima annata con 57 tackle e 12 passaggi deviati. Il 29 agosto 2011 fu scambiato con i Cincinnati Bengals, con cui disputò un'ultima stagione prima di venire svincolato.